# Antonio Gonzales
Antonio Gonzales (Lima, 16 de mayo de 1986) es un exfutbolista peruano. Jugaba de centrocampista y actualmente es asistente técnico de Pirata F. C. de la Segunda División del Perú.

## Trayectoria
Comenzó su carrera en las divisiones menores de Universitario de Deportes y en el año 2006 fue ascendido al primer equipo de la «U». Ese mismo año siendo dirigido por Jorge Amado Nunes su club consiguió clasificar a la Copa Sudamericana 2007, jugó también la Copa Sudamericana 2008 de titular. En el año 2017 jugó por la Universidad César Vallejo, club que fue subcampeón de la Segunda División del Perú. En el partido final perdió 4-2 en tanda de penales contra Sport Boys, que se coronó campeón.

## Selección nacional
Ha sido internacional con la selección de fútbol del Perú en 10 ocasiones. Su debut se produjo el 4 de septiembre de 2010, en un encuentro amistoso ante la selección de Canadá que finalizó con marcador de 2-0 a favor de los peruanos.

### Participaciones en Copa América
| Copa              | Sede      | Resultado     | Partidos | Goles |
| ----------------- | --------- | ------------- | -------- | ----- |
| Copa América 2011 | Argentina | Tercer puesto | 1        | 0     |

## Estadísticas

### Clubes
| Club                             | Temporada           | Liga | Liga | Copas Nacionales * | Copas Nacionales * | Copas Internacionales ** | Copas Internacionales ** | Total | Total |
| Club                             | Temporada           | PJ   | G    | PJ                 | G                  | PJ                       | G                        | PJ    | G     |
| -------------------------------- | ------------------- | ---- | ---- | ------------------ | ------------------ | ------------------------ | ------------------------ | ----- | ----- |
| Universitario de Deportes · Perú | 2006                | 12   | 0    | 0                  | 0                  | 0                        | 0                        | 12    | 0     |
| Universitario de Deportes · Perú | 2007                | 28   | 0    | 0                  | 0                  | 1                        | 0                        | 29    | 0     |
| Universitario de Deportes · Perú | 2008                | 44   | 0    | 0                  | 0                  | 2                        | 0                        | 46    | 0     |
| Universitario de Deportes · Perú | 2009                | 22   | 0    | 0                  | 0                  | 1                        | 0                        | 23    | 0     |
| Universitario de Deportes · Perú | 2010                | 34   | 0    | 0                  | 0                  | 7                        | 0                        | 41    | 0     |
| Universitario de Deportes · Perú | 2011                | 20   | 0    | 0                  | 0                  | 6                        | 0                        | 26    | 0     |
| Universitario de Deportes · Perú | 2012                | 27   | 0    | 0                  | 0                  | 0                        | 0                        | 27    | 0     |
| Universitario de Deportes · Perú | 2013                | 34   | 0    | 0                  | 0                  | 0                        | 0                        | 34    | 0     |
| Universitario de Deportes · Perú | 2014                | 20   | 0    | 9                  | 1                  | 4                        | 0                        | 33    | 1     |
| Universitario de Deportes · Perú | 2015                | 18   | 0    | 10                 | 0                  | 1                        | 0                        | 29    | 0     |
| Universitario de Deportes · Perú | Total               | 259  | 0    | 19                 | 1                  | 22                       | 0                        | 300   | 1     |
| Ayacucho F. C. · Perú            | 2016                | 2    | 0    | 0                  | 0                  | 0                        | 0                        | 2     | 0     |
| Ayacucho F. C. · Perú            | Total               | 2    | 0    | 0                  | 0                  | 0                        | 0                        | 2     | 0     |
| Universidad César Vallejo · Perú | 2016                | 6    | 0    | 0                  | 0                  | 0                        | 0                        | 6     | 0     |
| Universidad César Vallejo · Perú | 2017                | 15   | 1    | 0                  | 0                  | 0                        | 0                        | 15    | 1     |
| Universidad César Vallejo · Perú | Total               | 21   | 1    | 0                  | 0                  | 0                        | 0                        | 21    | 1     |
| Sport Rosario · Perú             | 2018                | 16   | 0    | 0                  | 0                  | 0                        | 0                        | 16    | 0     |
| Sport Rosario · Perú             | Total               | 16   | 0    | 0                  | 0                  | 0                        | 0                        | 16    | 0     |
| Pirata F. C. · Perú              | 2020                | 5    | 0    | 0                  | 0                  | 0                        | 0                        | 5     | 0     |
| Pirata F. C. · Perú              | Total               | 5    | 0    | 0                  | 0                  | 0                        | 0                        | 5     | 0     |
| Total en su carrera              | Total en su carrera | 303  | 1    | 19                 | 1                  | 22                       | 0                        | 344   | 2     |

- (*) Torneo del Inca.
- (**) Copa Sudamericana y Copa Libertadores de América.

### Selección nacional
| \| Fecha \| Ciudad \| Local \| Resultado \| Visitante \| Competencia \| Goles \| \| ---------- \| --------------- \| ---------- \| --------- \| --------- \| -------------------------- \| ----- \| \| 04-09-2010 \| Toronto \| Canadá \| 0:2 \| Perú \| Amistoso \| 0 \| \| 07-09-2010 \| Fort Lauderdale \| Jamaica \| 1:2 \| Perú \| Amistoso \| 0 \| \| 08-02-2011 \| Moquegua \| Perú \| 1:0 \| Panamá \| Amistoso \| 0 \| \| 29-03-2011 \| La Haya \| Perú \| 0:0 \| Ecuador \| Amistoso \| 0 \| \| 12-07-2011 \| Mendoza \| Chile \| 1:0 \| Perú \| Copa América 2011 \| 0 \| \| 29-02-2012 \| Túnez \| Túnez \| 1:1 \| Perú \| Amistoso \| 0 \| \| 21-03-2012 \| Arica \| Chile \| 3:1 \| Perú \| Amistoso \| 0 \| \| 11-04-2012 \| Tacna \| Perú \| 0:3 \| Chile \| Amistoso \| 0 \| \| 23-05-2012 \| Lima \| Perú \| 1:0 \| Nigeria \| Amistoso \| 0 \| \| 10-06-2012 \| Montevideo \| Uruguay \| 4:2 \| Perú \| Clasificación Mundial 2014 \| 0 \| \| Total \| \| Presencias \| 10 \| \| Goles \| 0 \| |                 |            |           |           |                            |       |
| Fecha | Ciudad          | Local      | Resultado | Visitante | Competencia                | Goles |
| 04-09-2010 | Toronto         | Canadá     | 0:2       | Perú      | Amistoso                   | 0     |
| 07-09-2010 | Fort Lauderdale | Jamaica    | 1:2       | Perú      | Amistoso                   | 0     |
| 08-02-2011 | Moquegua        | Perú       | 1:0       | Panamá    | Amistoso                   | 0     |
| 29-03-2011 | La Haya         | Perú       | 0:0       | Ecuador   | Amistoso                   | 0     |
| 12-07-2011 | Mendoza         | Chile      | 1:0       | Perú      | Copa América 2011          | 0     |
| 29-02-2012 | Túnez           | Túnez      | 1:1       | Perú      | Amistoso                   | 0     |
| 21-03-2012 | Arica           | Chile      | 3:1       | Perú      | Amistoso                   | 0     |
| 11-04-2012 | Tacna           | Perú       | 0:3       | Chile     | Amistoso                   | 0     |
| 23-05-2012 | Lima            | Perú       | 1:0       | Nigeria   | Amistoso                   | 0     |
| 10-06-2012 | Montevideo      | Uruguay    | 4:2       | Perú      | Clasificación Mundial 2014 | 0     |
| Total |                 | Presencias | 10        |           | Goles                      | 0     |

### Resumen estadístico
| Competición           | Encuentros | Goles | Promedio |
| --------------------- | ---------- | ----- | -------- |
| Liga                  | 303        | 1     | 0,003    |
| Copas nacionales      | 19         | 1     | 0,05     |
| Copas internacionales | 22         | 0     | 0        |
| Selección del Perú    | 10         | 0     | 0        |
| Total                 | 354        | 2     | 0,006    |

## Palmarés

### Títulos nacionales
| Título                    | Club                      | País | Año  |
| ------------------------- | ------------------------- | ---- | ---- |
| Torneo Apertura           | Universitario de Deportes | Perú | 2008 |
| Primera División del Perú | Universitario de Deportes | Perú | 2009 |
| Primera División del Perú | Universitario de Deportes | Perú | 2013 |

### Distinciones individuales
| Distinción                                                                                            | Año  |
| --- | ---- |
| Incluido en el equipo ideal del Campeonato Descentralizado según el portal periodístico DeChalaca.com | 2010 |